# Hanns Fechner

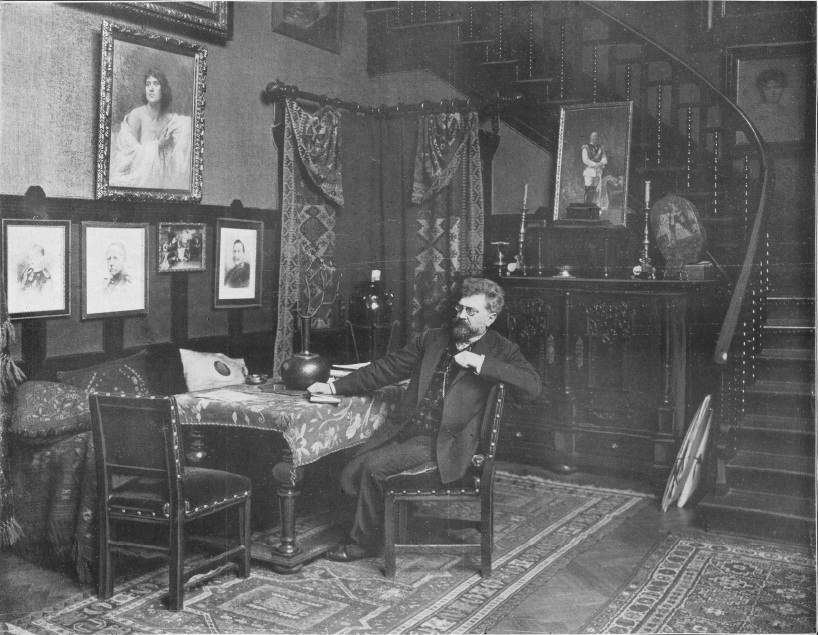
Artysta w swojej pracowni w Szklarskiej Porębie w 1907.

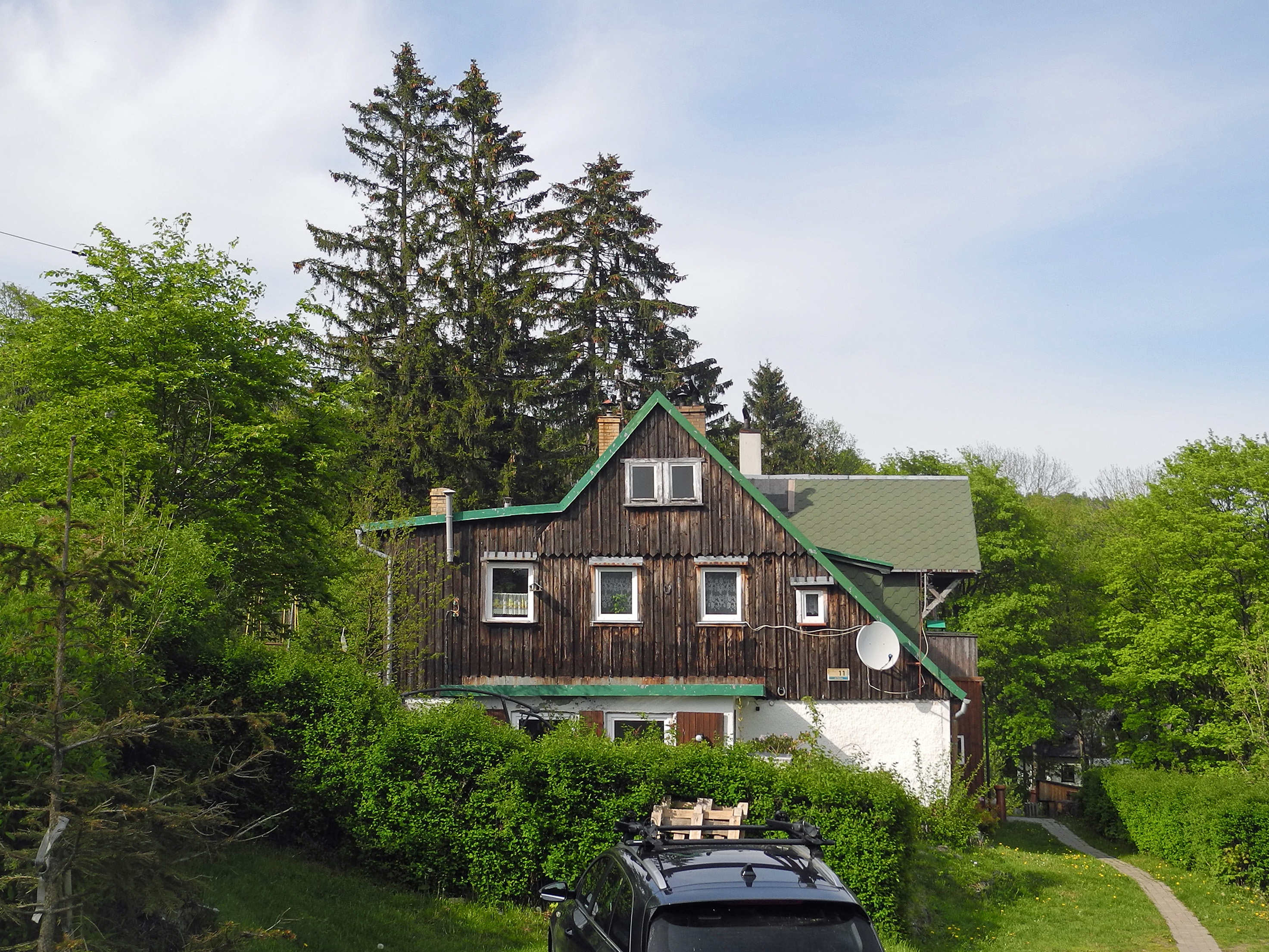
Dom Hannsa w Szklarskiej Porębie, ul. Dolna nr 11

Johannes "Hanns" Fechner (jako dorosły używał w swojej twórczości imienia Hanns) (ur. 7 czerwca 1860 w Berlinie, zm. 30 listopada 1931 w Szklarskiej Porębie) – niemiecki malarz i pisarz, nauczyciel akademicki. 

## Życiorys
Ojcem Johannesa był malarz Wilhelm. W 1877 r. podjął studia malarskie w swoim rodzinnym mieście, na tamtejszej Akademii Sztuk Pięknych, zostając jej absolwentem w 1881. Później, aż do 1883, kontynuował naukę w monachijskiej Akademii Sztuk Pięknych. Następnie pracował w zawodzie w Berlinie, najpierw jako nauczyciel, a później profesor rysunku i malarstwa Wyższej Szkoły Technicznej, a następnie w tym samym charakterze na macierzystej akademii. Karierę malarską zakończył nagle w 1907 r., gdy oślepł w rezultacie następstw wypadku, jakiemu uległ. W roku 1910 zamieszkał na stałe w Szklarskiej Porębie Średniej, w zakupionym wcześniej wiejskim domu przy obecnej ul. Dolnej 11, zachowanym do dziś.   
Fechner był dwukrotnie żonaty. Z pierwszego małżeństwa miał syna Wernera, który również został malarzem i zamieszkał w Szklarskiej Porębie Średniej. Drugą żoną Hannsa została w 1923 działaczka społeczna i pisarka Hannah z domu Riehm. Pochowany wraz z Hannah na cmentarzu ewangelickim w Szklarskiej Porębie Dolnej, grób zachował się. 

## Twórczość
W młodości malował przede wszystkim obrazy rodzajowe, ale uznanie zdobył później, jako jeden z czołowych portrecistów niemieckich przełomu XIX/XX w.. Utrzymując liczne kontakty wśród elit ówczesnego państwa pruskiego i będąc malarzem tamtejszego dworu królewskiego wykonał szereg portretu znanych postaci, wśród których byli arystokraci i politycy, w tym cesarze Wilhelm II Hohenzollern i Aleksander III, Otto von Bismarck oraz twórcy, m.in. Theodor Fontane, Gerhart Hauptmann, Wilhelm Raabe i naukowiec Rudolf Virchow. Po oślepnięciu zajął się pisarstwem, publikując szereg książek wspomnieniowych, w tym o osobach, które mu pozowały do portretów i pracy z nimi. Ponadto napisał i wydał tom baśni poświęconych karkonoskiemu Liczyrzepie. Zaangażował się też w organizację regionalnych towarzystw i imprez kulturalnych, będąc inicjatorem powołania Stowarzyszenia Artystycznego św. Łukasza w Szklarskiej Porębie Górnej (Künstlervereinigung St. Lukas in Ober-Schreiberhau) oraz Śląskiego Związku Teatrów Ojczyźnianych (Schlesiesche Bund für Heimatspiele), aktywnie działając od 1922 w legnickim Stowarzyszeniu Pisarzy i Artystów Plastyków im. Friedricha von Logaua i często publikując w wydawanym przez to stowarzyszenie czasopiśmie kulturalnym "Die Saat", ponadto organizował w coroczny, trwający tydzień festyn artystyczno-literacko-teatralny pod nazwą “Johanniswoche”, związany z nocą świetojańską.

## Upamiętnienie
Nazwiskiem malarza nazwano w 1947 ulicę w berlińskiej dzielnicy Wilmersdorf.